# 鳳凰座φ
鳳凰座φ，又名CD-43 583，HD 11753、SAO 215697、HR 558，是鳳凰座的一颗恒星，视星等为5.11，位于銀經267.17，銀緯-69.99，其B1900.0坐标为赤經1h 50m 13s，赤緯-42° -69.99′ 15″。